# Clasificación de los esprints intermedios en el Tour de Francia
La Clasificación de los esprints intermedios al Tour de Francia fue una clasificación secundaria del Tour de Francia. 
Creada el 1966, con el nombre de Clasificación de los puntos calientes, adoptó el nombre definitivo el 1971. Esta clasificación premiaba los ciclistas con mejor puntuación al paso de las metas volantes y a partir de 1984 era premiada con un maillot rojo. Desapareció el 1989 al unirse con la Clasificación por puntos. El ciclista que ha obtenido más victorias ha sido Sean Kelly con tres.

## Palmarés
| Año  | Ciclista                  | Equipo                         | Otras clasificaciones |
| ---- | ------------------------- | ------------------------------ | --------------------- |
| 1966 | Guido Neri                | Molteni                        | -                     |
| 1968 | Georges Vandenberghe      | Bélgica                        | -                     |
| 1969 | Eric Leman                | Flandria-De Clerck             | -                     |
| 1970 | Cyrille Guimard           | Fagor-Mercier                  | -                     |
| 1971 | Pieter Nassen             | Flandria-Mars                  | -                     |
| 1972 | Willy Teirlinck           | Sonolor                        | -                     |
| 1973 | Marc Demeyer              | Carpenter-Flandria-Shimano     | -                     |
| 1974 | Barry Hoban               | Gan-Mercier                    | -                     |
| 1975 | Marc Demeyer              | Carpenter-Flandria-Confortluxe | -                     |
| 1976 | Robert Mintkiewicz        | Gitane-Campagnolo              | -                     |
| 1977 | Pierre-Raymond Villemiane | Gitane-Campagnolo              | -                     |
| 1978 | Jacques Bossis            | Renault-Gitane                 | -                     |
| 1979 | Willy Teirlinck           | KAS-Campagnolo                 | -                     |
| 1980 | Rudy Pevenage             | IJsboerke-Warncke Eis          | Puntos                |
| 1981 | Freddy Maertens           | Boule d'Or-Sunair              | Puntos                |
| 1982 | Sean Kelly                | Sem-France Loire               | Puntos                |
| 1983 | Sean Kelly                | Sem-Reydel-Mavic               | Puntos                |
| 1984 | Jacques Hanegraaf         | Kwantum Hallen-Yoko            | -                     |
| 1985 | Jozef Lieckens            | Lotto-Merckx                   | -                     |
| 1986 | Gerrit Solleveld          | Superconfex-Yoko               | -                     |
| 1987 | Gilbert Duclos-Lassalle   | Z-Peugeot                      | -                     |
| 1988 | Frans Maassen             | Superconfex-Yoko               | -                     |
| 1989 | Sean Kelly                | PDM-Ultima-Concorde            | Puntos                |